# ARTRAMUS
ARTRAMUS — універсальна торгова марка (ТМ) авторського одягу, аксесуарів для жінок, предметів інтер'єру, заснована телеведучою-журналістом, українським громадським діячем Тетяною Рамус в Києві у 2012 році.

## Історія бренду
У 2012 Тетяна Рамус заснувала бренд ARTRAMUS, який об'єднав у собі сучасне мистецтво і високу моду. В цей час Тетяна почала активно займатися живописом і навчалася художньої майстерності в Україні, а також у Нью-Йорку в освітньому центрі при музеї MOMA, в Італії — під керівництвом представників італійської художньої школи, а також у Греції і Великій Британії. Тетяна Рамус має кілька майстерень у різних країнах світу.
У рамках проєкту „Dresses“ („Сукні“) Тетяна Рамус створила серію картин у стилі fashion-ілюстрацій, а також за їхніми мотивами — лінію авторського одягу та аксесуарів. Через образи видатних жінок, таких як Орнелла Муті, Жульєт Бінош, Джина Девіс, опосередковано втілених на картинах, Тетяна розмірковує над різноманітною природою жінок і їх втіленням. Силуети, текстури і колірні схеми моделей доповнюють і розвивають ідеї, відображені на полотнах. Центральним у проєкті є образ кішки, яка зі спокійною грацією входить у світ Мистецтва.
У 2015 році, в Базелі (Швейцарія), Тетяна Рамус стала єдиним художником, який представив Україну на всесвітньо відомому ярмарку сучасного мистецтва Art Basel, де в павільйоні Barbarian Art Gallery (Цюрих), на другому за значущістю майданчика — ярмарку SCOPE, була презентована серія робіт „Dresses“ (полотна, написані олією, і дві скульптури — з кераміки і рідкого акрилу із застосуванням аерографії).
Того ж року Тетяна трансформувала картини із серії „Dresses“ в принти на тканині. Першою дизайнерською колекцією ARTRAMUS була колекція піжам.
За мотивами картин Тетяна створювала скульптури, проводила артвечері і декорувала ресторанні простори шляхом перенесення образів своїх картин на різні і несподівані предмети.
Першим магазином одягу, який створив для ARTRAMUS окремий корнер у своєму просторі, став мультибрендовий магазин SANAHUNT. В 2015 році, в центрі Києва відкрився ARTRAMUS ART-CONCEPT SPACE.
В авторському просторі ARTRAMUS Тетяна Рамус проводить літературні вечори, в яких поєднує виконання власних поетичних творів з поезією популярних сучасних авторів.
Також в #ARTRAMUS регулярно відбуваються творчі зустрічі та тематичні вечори.
Бренд ARTRAMUS був представлений на Monaco Fashion Week, на Fashion Week в Дубаї, а також у show-rooms Європи і США.
У 2016 шведська фотомодель, актриса і телеведуча Вікторія Сільвстедт з'явилася в одязі бренду ARTRAMUS на сторінках журналу L'OFFICIEL Monaco.
У 2017 році бренд ARTRAMUS був презентований учасницями конкурсу «Міс-Всесвіт».
В 2019 галерея ARTRAMUS увійшла в список офіційних локацій артфестивалю Kyiv Art Week. В межах програми події Тетяна Рамус презентувала у просторі ARTRAMUS першу персональну виставку робіт “CATS”. Під час відкриття виставки відбулася лекція Миколи Палажченка – артдилера, куратора, арткритика, мистецтвознавця й представника Art Basel в країнах СНД і Балтії.

## Айдентика бренду
Фірмовий знак бренду — стилізована мордочка кішки, запатентований у 25 країнах.
За свідченням Тетяни Рамус: 
| Знак символізує красу та чари Кішки, головної героїні fashion-art concept ARTRAMUS, яка живе у власному часовому просторі та поводить себе так, ніби світ людей — це лише зупинка на шляху до чогось більш цікавого. Знак підкреслює, що індивідуальність, сила, глибина, характерні для кожної Жінки, її константи та трансформації, втілюються через метафору образу Кішки, що владна одночасно перебувати у кількох вимірах. Їй властиві не тільки численні відтінки настроїв, але і абсолютна свобода та рівновага. |
Фірмовий знак виготовляється ручним способом, у вигляді вишивки, аплікації, брошок, ювелірних деталей, ґудзиків, кнопок та прикрашає практично всі моделі одягу, або наноситься на вироби у вигляді зображень та принтів.

## Географія
Головним інструментом розвитку та популяризації бренду ARTRAMUS в усьому світі є Pop-Up-концепція. З 2015 відбулися і продовжують відбуватися ARTRAMUS Pop-Up Showrooms, Collaboration Events, покази мод, модельно-художні інсталяції в Києві (Україна), Сен-Тропе (Франція), Нью-Йорку (США), на Сардинії і в Форте-дей-Мармі (Італія), Монте-Карло, Дубаї, Монако.

## Відзнаки
Восени 2017 року у Венеції (Італія), Тетяна Рамус була нагороджена почесною премією Фонду Маззолені — Award Fondazione Mazzoleni for International Artist.

## Громадська діяльність
У 2019 ARTRAMUS на чолі з Тетяною Рамус приєднались до міжнародного громадського руху щодо захисту жертв домашнього насильства - «Біла стрічка» (“White Ribbon”).
Мета співпраці –  об’єднання міжнародних та національних лідерів суспільної думки, експертів навколо концепції #ЗмінитиДопомогтиПопередити. 
- Змінити на краще життя жінок, які стали жертвами домашнього насильства;
- Допомогти постраждалим жінкам та дітям від домашнього насилля;
- Попередити явища домашнього насильства та нерівності.[48]

1 червня 2019 ARTRAMUS та White Ribbon Ukraine провели перший спільний тематичний семінар, пристосований до Міжнародного Дня захисту дітей.